# 惠勒 (阿肯色州)
惠勒（英語：Wheeler）是位於美國阿肯色州華盛頓縣的一個非建制地區。該地的面積和人口皆未知。

## 地理
惠勒的座標為36°06′49″N 94°15′37″W / 36.11361°N 94.26028°W，而該地的平均海拔高度為341米（即1119英尺）。